# Championnats d'Europe d'aviron 2008
Navigation
Édition 2007 Édition 2009
Les Championnats d'Europe d'aviron 2008, la 2e édition depuis leur rétablissement décidé en mai 2006, se tiennent du 16 au 21 septembre 2008.
Le Centre olympique d'aviron et de canoë-kayak de Schinias est le cadre des quatorze courses, huit pour les hommes et six pour les femmes, organisées sur une distance de 2 000 m et correspondant aux quatorze catégories de bateaux du programme olympique.
En raison d'une grosse tempête annoncée sur le bassin, l'ensemble des finales (A et B) de ces Championnats d'Europe s'est déroulé le samedi 20 septembre et non pas le dimanche 21 septembre, comme initialement prévu.
À domicile, les rameurs grecs obtiennent cinq titres (quatre masculins et un féminin) et la Grèce se classe à la 1re place du tableau des pays médaillés, devant l'Ukraine, avec deux titres et trois médailles de bronze, tandis que la France et la Roumanie se partagent la 3e place, avec deux titres également mais une seule médaille de bronze.

## Tableau des médailles
| Rang  | Nation      | Or | Argent | Bronze | Total |
| ----- | ----------- | -- | ------ | ------ | ----- |
| 1     | Grèce       | 5  | 0      | 0      | 5     |
| 2     | Ukraine     | 2  | 0      | 3      | 5     |
| 3     | France      | 2  | 0      | 1      | 3     |
| 3     | Roumanie    | 2  | 0      | 1      | 3     |
| 5     | Italie      | 1  | 2      | 1      | 4     |
| 6     | Estonie     | 1  | 1      | 0      | 2     |
| 7     | Tchéquie    | 1  | 0      | 1      | 2     |
| 8     | Russie      | 0  | 3      | 0      | 3     |
| 9     | Pologne     | 0  | 2      | 1      | 3     |
| 10    | Serbie      | 0  | 2      | 0      | 2     |
| 11    | Allemagne   | 0  | 1      | 0      | 1     |
| 11    | Belgique    | 0  | 1      | 0      | 1     |
| 11    | Royaume-Uni | 0  | 1      | 0      | 1     |
| 11    | Slovaquie   | 0  | 1      | 0      | 1     |
| 15    | Biélorussie | 0  | 0      | 3      | 3     |
| 16    | Hongrie     | 0  | 0      | 2      | 2     |
| 17    | Suisse      | 0  | 0      | 1      | 1     |
| TOTAL | TOTAL       | 14 | 14     | 14     | 42    |

## Podiums

### Hommes
| Épreuves                           | Or | Or            | Argent | Argent        | Bronze | Bronze        |
| ---------------------------------- | --- | ------------- | --- | ------------- | --- | ------------- |
| Skiff M1x                          | Ioánnis Chrístou | 6 min 52 s 96 | Lukáš Babač | 6 min 55 s 95 | Kostyantyn Zaytsev | 6 min 57 s 05 |
| Deux de couple M2x                 | France • Julien Bahain • Julien Desprès | 6 min 16 s 92 | Estonie • Vladimir Latin • Kaspar Taimsoo | 6 min 18 s 40 | Ukraine • Artem Morozov • Vitaliy Kryvenko | 6 min 20 s 09 |
| Deux de pointe M2-                 | Grèce • Georgios Tsiompanidis • Pavlos Gavriilidis | 6 min 29 s 42 | Serbie • Goran Jagar • Nikola Stojić | 6 min 31 s 21 | France • Jean-David Bernard • Laurent Cadot | 6 min 31 s 29 |
| Deux de couple poids légers LM2x   | Grèce • Dimítrios Moúgios • Vasílios Polýmeros | 6 min 16 s 53 | Italie • Lorenzo Bertini • Daniele Gilardoni | 6 min 19 s 34 | Hongrie • Zsolt Hirling • Tamás Varga (en) | 6 min 22 s 41 |
| Quatre de couple M4x               | Estonie • Allar Raja • Andrei Jämsä • Tonu Endrekson • Jüri Jaanson | 5 min 45 s 75 | Allemagne • Markus Kuffner • Tim Bartels • Daniel Makowski • René Burmeister | 5 min 47 s 75 | Ukraine • Serhiy Hryn • Volodymyr Pavlovskyi • Oleh Lykov • Serhiy Biloushchenko                                                                                                  | 5 min 47 s 86 |
| Quatre de pointe M4-               | Grèce • Nikolaos Gkountoulas • Apóstolos Gountoúlas • Ioannis Tsilis • Georgios Tziallas                                                                                             | 5 min 57 s 24 | Italie • Domenico Montrone • Romano Battisti • Sergio Canciani • Andrea Tranquilli                                                                                               | 6 min 00 s 04 | Biélorussie • Andrei Dzemyanenka • Vadzim Lialin • Yauheni Nosau • Aliaksandr Kazubouski                                                                                          | 6 min 02 s 36 |
| Quatre de pointe poids légers LM4- | Italie • Salvatore Amitrano • Fabrizio Gabriele • Andrea Caianiello • Armando Dell'Aquila                                                                                            | 5 min 58 s 92 | Serbie • Veljko Urošević • Nenad Babović • Goran Nedeljković • Miloš Tomić | 6 min 02 s 31 | Tchéquie • Vlastimil Čabla • Vojtěch Bejblík • Jiří Kopač • Miroslav Vraštil Jr                                                                                                   | 6 min 04 s 92 |
| Huit M8+                           | France • Victor Bordereau • Adrien Hardy • Pierre-Jean Peltier • Jean-Baptiste Macquet • Frédéric Doucet • Benjamin Rondeau • Sébastien Lente • Dorian Mortelette • Benjamin Manceau | 5 min 32 s 01 | Russie • Anton Zarutskiy • Alexander N. Lebedev • Roman Vorotnikov • Edgar Ivans • Aleksandr Kulesh • Dmitry Rozinkevich • Vladimir Volodenkov • Denis Markelov • Pavel Safonkin | 5 min 32 s 76 | Pologne • Sebastian Kosiorek • Michał Stawowski • Patryk Brzeziński • Piotr Buchalski • Wojciech Gutorski • Marcin Brzeziński • Rafał Hejmej • Mikolaj Burda • Daniel Trojanowski | 5 min 33 s 11 |

### Femmes
| Épreuves                         | Or | Or            | Argent | Argent        | Bronze | Bronze        |
| -------------------------------- | --- | ------------- | --- | ------------- | --- | ------------- |
| Skiff W1x                        | Mirka Knapková | 7 min 27 s 42 | Annick De Decker | 7 min 34 s 04 | Regina Naunheim | 7 min 35 s 04 |
| Deux de couple W2x               | Ukraine • Kateryna Tarasenko • Yana Dementieva | 6 min 55 s 95 | Pologne • Magdalena Fularczyk • Natalia Madaj | 6 min 57 s 33 | Italie • Gabriella Bascelli • Erika Bello | 6 min 58 s 10 |
| Deux de pointe W2-               | Roumanie • Georgeta Damian-Andrunache • Viorica Susanu | 7 min 17 s 53 | Russie • Vera Pochitaeva • Alevtina Podvyazkina | 7 min 19 s 05 | Biélorussie • Volha Shcharbachenia • Tatsiana Kukhta | 7 min 21 s 35 |
| Deux de couple poids légers LW2x | Grèce • Chrysi Biskitzi • Alexandra Tsiavou | 7 min 02 s 71 | Pologne • Weronika Deresz • Ilona Mokronowska | 7 min 04 s 98 | Hongrie • Zsófia Novák • Zsuzsanna Hajdú | 7 min 08 s 80 |
| Quatre de couple W4x             | Ukraine • Svitlana Spiryukhova • Olena Olefirenko • Nataliya Lyal'chuk • Tetiana Kolesnikova                                                                                        | 6 min 26 s 54 | Russie • Olga Samulenkova • Larisa Merk • Oxana Dorodnova • Julia Kalinovskaya                                                                                  | 6 min 28 s 20 | Roumanie • Ionelia Neacşu • Cristina Ilie • Adelina Cojocariu • Roxana Cogianu | 6 min 30 s 64 |
| Huit W8+                         | Roumanie • Constanţa Burcică • Ana Maria Apachiţei • Rodica Şerban-Florea • Enikő Barabás • Camelia Lupaşcu • Ioana Papuc • Simona Muşat-Strimbeschi • Doina Ignat • Teodora Stoica | 6 min 10 s 22 | Royaume-Uni • Jo Cook • Vicky Myers • Georgina Menheneott • Emily Taylor • Rachael Loveridge • Kirsty Myles • Lindsey Maguire • Hannah Elsy • Rebecca Dowbiggin | 6 min 12 s 46 | Biélorussie • Volha Maroz • Aliza Klimovich • Hanna Nakhayeva • Katsiaryna Yarmolich • Natallia Helakh • Volha Shcharbachenia • Tatsiana Kukhta • Yuliya Bichyk • Anastasiya Katsiashova | 6 min 22 s 79 |